# عفريت البحر
عفريت البحر (الاسم العلمي: Lophius piscatorius) نوع شائع من فصيلة العرفيات، وقد استمد تسميته من ضخامة رأسه، الذي يشكل ثلثي طول الجسم، ومن فمه الواسع المرصَّع بأسنان كثيرة مسننة حادة جدًا، كما يتميز هذا السمك، كغيره من أنواع فصيلة العرفيات، بثلاث أشواك حرة في مقدمة زعنفته الظهرية، تتموضع الأولى منها فوق فتحة الفم مباشرة، يستخدمها عفريت البحر «طُعْمًا» لاقتناص فرائسه.